# Cesarska knjižnica v Konstantinoplu
Cesarska knjižnica v Konstantinoplu v prestolnici Bizantinskega cesarstva je bila zadnja od velikih knjižnic antičnega sveta. Dolgo po uničenju Velike knjižnice v Aleksandriji in drugih starodavnih knjižnic je skoraj 1000 let ohranjala znanje starih Grkov in Rimljanov. Vrsta nenamernih požarov skozi leta in vojna škoda, vključno z napadi četrte križarske vojne leta 1204, sta vplivali na stavbo in njeno vsebino. Čeprav je bilo veliko poročil o besedilih, ki so se ohranila do osmanskega obdobja, nobenega večjega dela knjižnice niso nikoli našli. Knjižnico je ustanovil Konstancij II. (vladal 337–361 n. št.), ki je ustanovil skriptorij, da bi lahko prepisovali ohranjena dela grške književnosti za ohranitev. Cesar Valens je leta 372 zaposlil štiri grške in tri latinske pisarje. Večina danes znanih grških klasikov je znana po bizantinskih izvodih, ki izvirajo iz Cesarske knjižnice v Konstantinoplu.

## Zgodovina
V antični Grčiji so pisno besedo in večino literature prepisovali na papirus. Ko se je papirus začel kvariti, se je pojavilo gibanje za prenos bralnega gradiva s papirusa na pergament, kot je storil Konstantin I. Veliki okoli 4. stoletja, vendar se je njegovo gibanje nanašalo posebej na svete spise. Konstantinov naslednik, Konstancij II., je nadaljeval to gibanje. Njegovo delo je doseglo vrhunec v prvi cesarski knjižnici v Konstantinoplu. Ocenjuje se, da je knjižnica vsebovala več kot 100.000 zvezkov starodavnega besedila. Gibanje je vodil Temistij, ki je poveljeval skupini kaligrafov in knjižničarjev.

### Agaton
Agaton Bralec je bil prvi bralec, nato knjižničar v Konstantinoplu: leta 680 n. št. je bil med svojim branjem notar ali poročevalec na šestem generalnem koncilu, ki je obsodil monotelitsko herezijo. Kopije aktov, ki jih je napisal sam, je poslal petim patriarhom. Leta 712 n. št. je napisal kratko razpravo, ki je v grščini še vedno ohranjena, o poskusih Filipika Bardana, da bi oživil monotelizem.

## Vsebina knjižnice
Tisti, ki so delali na prenosu starodavnih papirusnih besedil na pergament, so veliko časa in pozornosti posvetili določanju prioritet, kaj je bilo treba ohraniti. Starejša dela, kot sta Homer in helenistična zgodovina, so imela prednost pred latinskimi deli. Carigrajska cesarska zbirka naj bi vsebovala zvitek Homerjevih del, dolg sto dvajset čevljev, napisan z zlatim črnilom. Prednost so imela tudi starejša dela, kot so dela iz atiškega obdobja. Dela, kot so Sofoklej in drugi avtorji, katerih dela so se osredotočala na slovnico in besedilo, so bila izbrana pred manj uporabljenimi ali sodobnimi deli. Zaradi te oblike selektivnega ohranjanja so mnoga dela, ki so bila Temistiju znana in ki jih omenja kot triado stoičnih filozofov, zdaj izgubljena. Nekateri fragmenti teh izgubljenih del so bili najdeni pri arheoloških izkopavanjih v Herkulaneju.
Papirusna besedila, ki jih ni bilo mogoče prevesti, je skupina poskušala zaščititi pred propadanjem tako, da jih je zavila v pergament.
Španec Pero Tafur je leta 1437 obiskal Konstantinopel in opisal cesarsko knjižnico kot knjižnico, ki vsebuje veliko knjig, starodavnih spisov, zgodovin in igralnih plošč, s preprostim in trpežnim pohištvom ter preprostimi kamnitimi klopmi in mizami.

## Uničenje knjižnice
Skozi stoletja je več požarov v Konstantinopelski knjižnici uničilo velik del zbirke. Knjižnica je zgorela leta 473 in izgubila je približno 120.000 zvezkov. Vendar poskusi Temistija in Konstancija niso bili brezplodni, saj so nekatera dela rešili, prepisali in razširili prek drugih besedil. Posledično je sodobno znanje o starogrški literaturi večje, kot bi bilo, če ne bi bilo njunih prizadevanj.
Po padcu Konstantinopla 12. aprila 1204 naj bi knjižnico uničili Franki in Benečani med četrto križarsko vojno med plenjenjem mesta. Donald Queller ugotavlja, da so bili nekateri rokopisi verjetno izgubljeni v treh požarih, ki so mesto opustošili med napadom križarjev, vendar ni nobenih znakov o nadaljnjem obstoju formalne cesarske knjižnice v tistem času in noben vir ne omenja izgubljenih rokopisov.
Čeprav je bilo veliko poročil o besedilih, ki so se ohranila do osmanskega obdobja, nobenega večjega dela knjižnice niso nikoli našli. Joseph Dacre Carlyle je leta 1800 dobil dostop do Seralja, domnevnega skladišča ohranjenih besedil iz obdobja po osmanski osvojitvi, vendar nobenega besedila iz Cesarske knjižnice niso našli. Pomembna izjema je Arhimedov palimpsest, ki se je pojavil leta 1840, bil preveden leta 1915 in nepojasnjeno najden v zasebni zbirki ter prodan leta 1998.

## Obstoj ene same Konstantinopolske knjižnice
Ali je obstajala ena sama Cesarska knjižnica v Konstantinoplu, podobna knjižnicama v klasičnem Rimu in Aleksandriji, ostaja vprašljivo. Zgodovinarji ugotavljajo, da po 5. stoletju v Konstantinoplu ni bilo javnih knjižnic, čeprav je bilo veliko cerkvenih in samostanskih. Čeprav je verjetno, da so imeli učenjaki dostop do vsaj nekaterih od teh, je bila njihova vsebina predvsem teološka. Bizantinsko cesarstvo je bilo po srednjeveških standardih zelo pismena družba, vendar so bile laične knjižnice, ki so ostale, zasebne zbirke.